# Ейріх

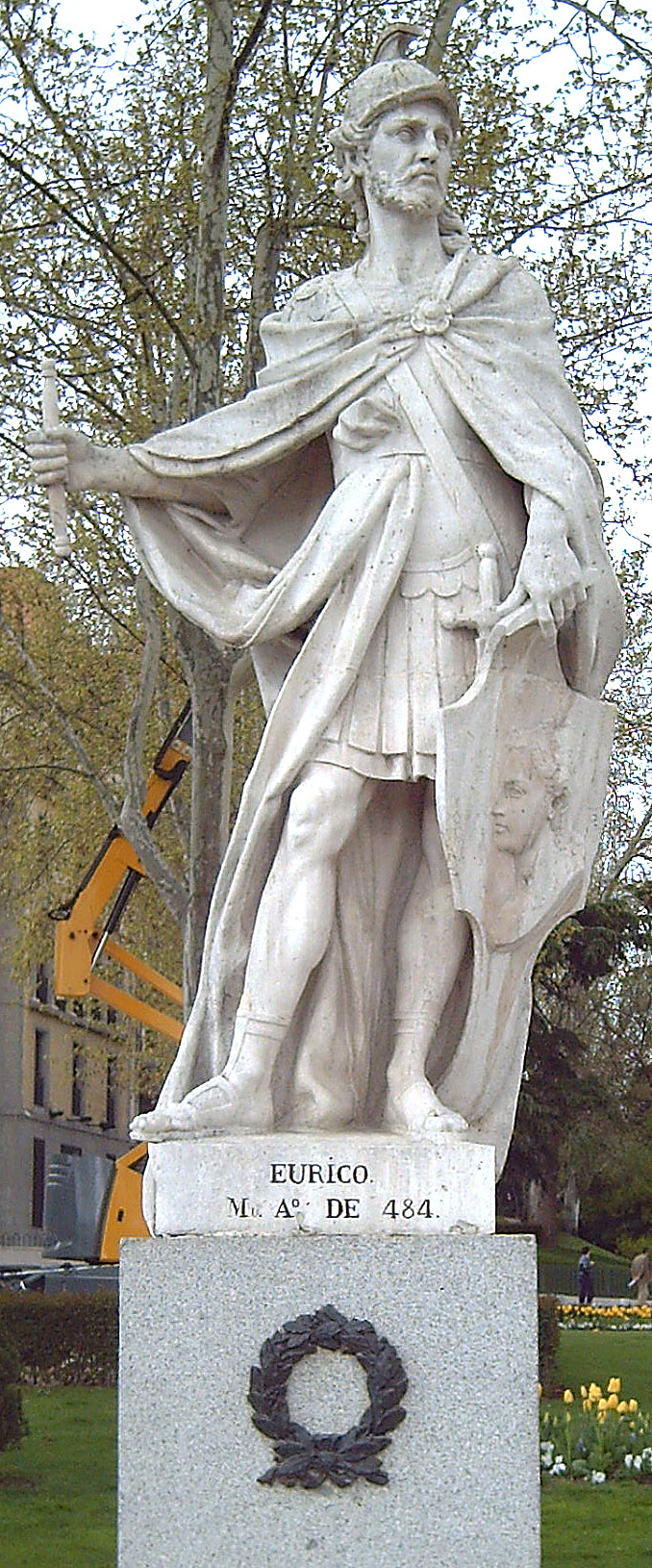
Статуя Ейріху в Мадриді

Ейріх (гот. Aiwareiks, лат. Euric, Evaric, Eurico, бл. 440–484) — король Вестготського королівства у 466-484 роках.

## Біографія
Прийшов до влади у другій половині 460-х, перемігши свого старшого брата Теодоріха II. Він взяв курс на незалежність Вестготського королівства від Риму. До нього вестготи формально були федератами Риму. 
На його бік перейшов Вінцентій, що був останнім римським дуксом на півострові. Ейріх розширив свої володіння майже на весь Піренейський півострів за винятком північного заходу, що залишився під контролем свевів. Він також окупував майже всю Галлію аж до Сомми. Також його радником був галло-римський аристократ Лев Нарбонський.
У 475 імператор Юлій Непот визнав незалежність Вестготського королівства. Після падіння Західної Римської імперії в 476, Ейріх фактично ділив її територію з Одоакром.